# キララシロカネグモ
キララシロカネグモ Leucauge subgemmea Bösenberg et Strand, 1906 はアシナガグモ科のクモの1種。小型の円網を張るクモで、腹部が金色をしており、また刺激を受けると瞬時に色が変わる。

## 特徴
体長が5～6mmのクモ。歩脚は長く、特に第1脚が長い。腹部は縦長で前端と後端は丸くなっており、ただし長さは幅の2倍に達しない。腹部背面は全体に金色をしていて美しく輝く。本属の他種では腹部背面に縦の黒条斑が3本並ぶものが多いが本種には無く、腹部後端近くに黒い斑紋がある。

### 体色変化について
刺激を受けると腹部の上面にある黒い条紋が太く濃くなり、全体にはっきり色が変わる。

## 分布
日本では北海道、本州、四国、九州に見られ、国外では韓国と中国に分布がある。

## 習性など
成体の出現時期は6～10月である。山地の草間などに水平円網を張るが、時に切れ網(円網の形で特定の縦糸間の横糸がない形)を張ることも知られる。網の一端の葉の裏に簡単な巣を作ってそこに居ることが多い。

## 分類、類似種など
本種の所属するシロカネグモ属は世界に約170種が知られ、日本からは6種ほどが知られる。中でもオオシロカネグモ L. magnifica やチュウガタシロカネグモ L. blanda は身の回りでも見かける普通種であるが、それらは名前の通りに腹部が銀色をしているものが多く、チュウガタシロカネグモの場合には腹部の一部が金色を帯びるものの全体としてはやはり銀色であり、本種のように腹部全体が金色であるものは他になく、その点で判別は容易である。別属であるが同じ科のキイロハラダカグモ Tylorida striata も腹部が全体に金色であるが、この種は腹部の背面の前方が大きく盛り上がっていることで混同することはない。